# Automobili Odetti
Die Società Anonima Automobili Odetti war ein italienischer Hersteller von Automobilen.

## Unternehmensgeschichte
Fausto Odetti gründete 1922 in Mailand das Unternehmen zur Produktion von Automobilen. Der Markenname lautete Odetti. 1925 endete die Produktion.

## Fahrzeuge
Automobili Odetti stellte Kleinwagen her, die besonders niedrige Betriebskosten verursachten und dadurch Aufmerksamkeit auf das Unternehmen lenkten. Das erste Modell Tipo 22 verfügte über einen Zweizylinder-Zweitaktmotor mit 700 cm³ Hubraum und 10 PS Leistung. 1924 folgte ein höherwertiges Modell mit Vierzylindermotor und 800 cm³ Hubraum als Sport- und Tourenwagen.